# Osceola (Missouri)
Osceola – miasto w Stanach Zjednoczonych, w stanie Missouri, siedziba administracyjna hrabstwa St. Clair, położone nad rzeką Osage.